# Laxenecera serpentina
Laxenecera serpentina är en tvåvingeart som beskrevs av Hermann 1919. Laxenecera serpentina ingår i släktet Laxenecera och familjen rovflugor.
Artens utbredningsområde är Etiopien. Inga underarter finns listade i Catalogue of Life.